# Kéniéba Airport
Kéniéba Airport är en flygplats i Mali.   Den ligger i regionen Kayes, i den sydvästra delen av landet, 400 km väster om huvudstaden Bamako. Kéniéba Airport ligger 137 meter över havet.
Terrängen runt Kéniéba Airport är platt västerut, men österut är den kuperad. Runt Kéniéba Airport är det glesbefolkat, med 15 invånare per kvadratkilometer. Omgivningarna runt Kéniéba Airport är huvudsakligen savann.